# Fountain Valley, California
Fountain Valley, California là một thành phố thuộc quận Cam, California, Hoa Kỳ. Thành phố có tổng diện tích 23,391 km², trong đó diện tích đất là 23,357 km². Theo điều tra dân số Hoa Kỳ năm 2010, thành phố có dân số 55.857 người. Thành phố Fountain Valley, California là một phần của Vùng Đại Los Angeles.

## Lịch sử
Khu vực bao ngày nay là Fountain Valley đã là nơi sinh sống của người Tongva. Khu định cư của người châu Âu ở khu vực này bắt đầu khi Manuel, Nieto được cấp đất cho Rancho Los Nietos, với diện tích hơn 300.000 mẫu Anh (1.200  km²), bao gồm cả Fountain Valley ngày nay. Quyền kiểm soát đất sau đó đã được chuyển giao cho Mexico sau khi Mexico độc lập từ Tây Ban Nha, và sau đó chuyển cho Hoa Kỳ như là một phần của Hiệp ước Guadalupe Hidalgo.
Thành phố được hợp nhất vào năm 1957, trước khi mà nó được gọi là Talbert (cũng như Gospel Swamps bởi các cư dân). Tên gọi Fountain Valley đề cập đến mực nước ngầm rất cao trong khu vực tại thời điểm tên được chọn, và tương ứng với rất nhiều giếng nước tự chảy trong khu vực. Người định cư sớm xây dựng kênh mương thoát nước để làm cho có thể sử dụng đất nông nghiệp, vẫn chi phối việc sử dụng đất cho đến khi những năm 1960, khi tiến độ xây dựng những khu nhà ở lớn tăng tốc.

## Địa lý
Fountain Valley nằm ở khu vực có độ cao khoảng hai mươi foot trên mực nước biển, hơi thấp hơn so với khu vực xung quanh. Điều này đặc biệt đáng chú ý trong khu vực phía tây nam của thành phố, nơi một số đường phố có một độ dốc khi khi vào Huntington Beach.
Thành phố này nằm về phía tây nam và phía đông bắc của đường cao tốc San Diego (xa lộ liên bang Interstate 405), theo đường chéo chia đôi thành phố, và được bao quanh bởi Huntington Beach về phía nam và phía tây, Westminster và Garden Grove, phía bắc Santa Ana về phía đông bắc, và Costa Mesa về phía đông nam. Biên giới phía đông của nó là sông Santa Ana.
Theo Cục Điều tra Dân số Hoa Kỳ, thành phố có tổng diện tích 23,391 km² (9,031 mi²), trong đó 0,034 km² là diện tích mặt nước.